# Sandnessjøen
Sandnessjøen è una città della Norvegia, centro amministrativo del comune di Alstahaug, nella contea di Nordland.

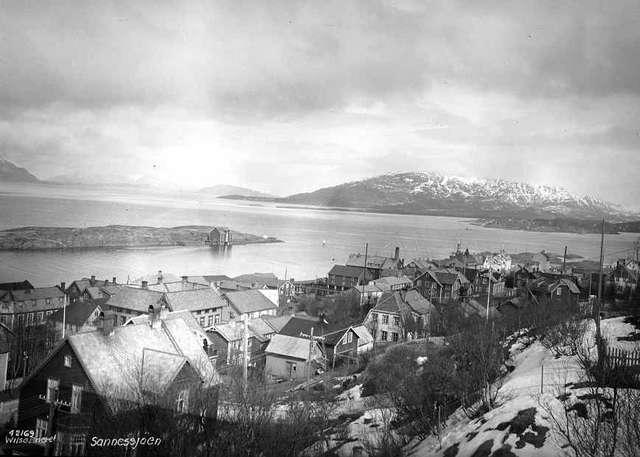
Vista di Sandnessjøen nel 1935

La città, istituita nel 1999, ha una popolazione di 6 096 abitanti (2020).

## Geografia
La città sorge sulla parte settentrionale dell'isola di Alsta, poco ad ovest della catena montuosa conosciuta come De syv søstre (le sette sorelle).
La città è stata anche un comune sé stante dal 1899 al 1965 quando poi fu incorporata nel comune di Alstahaug.

## Storia
Il centro abitato ha avuto una rapida espansione dal 1893 quando divenne uno dei porti della linea Hurtigruten. Dal 1999 ha lo status di città.
La città è un nodo per i trasporti dell'area, oltre allo scalo Hurtigruten vi fanno capo diverse linee di trasporto pubblico, sul lato occidentale dell'isola, poco a sud della cittadina, si trova l'aeroporto di Sandnessjøen Stokka.